# Tai Ari Deshita.
Tai Ari Deshita. ~Ojо̄-sama wa Kakutо̄ Gēmu Nante Shinai~ (対ありでした。 ～お嬢さまは格闘ゲームなんてしない～?  lit. Gracias por el partido.: Las señoritas no juegan juegos de lucha) es una serie de manga japonés escrito e ilustrado por Eri Ejima. Se ha serializado en la revista de manga Gekkan Comic Flapper de Media Factory desde el 4 de enero de 2020 y se ha recopilado en cinco volúmenes tankōbon hasta el momento. El manga tiene licencia en América del Norte de Seven Seas Entertainment. Una adaptación a dorama se estrenará en 2023. Una adaptación de la serie de televisión de anime producida por Diomedéa se estrenará en 2025.

## Sinopsis
A las jóvenes colegialas les encantan los juegos de lucha en una prestigiosa academia solo para chicas donde los videojuegos están prohibidos. A pesar de ello, participan en el torneo de juegos de lucha más importante de Japón.

## Personajes
Aya Mitsuki (深月綾 Mitsuki Aya?)
 Seiyū: Fairouz Ai (PV), Ikumi Hasegawa (anime)
Mio Yorue (夜絵美緒 Yorue Mio?)
 Seiyū: Rika Nagae (PV), Kana Ichinose (anime)
Yū Inui (犬井夕 Inui Yū?)
 Seiyū: Sayaka Senbongi (anime)
Tamaki Ichinose (一ノ瀬珠樹 Ichinose Tamaki?)
 Seiyū: Shino Shimoji (anime)

## Contenido de la obra

### Manga
Tai Ari Deshita. es escrita e ilustrada por Eri Ejima y ha sido serializada en la revista de manga Gekkan Comic Flapper de Media Factory desde el 4 de enero de 2020. Media Factory ha recopilado sus capítulos individuales en volúmenes tankōbon. El primer volumen se lanzó el 23 de junio de 2020, y hasta el momento se han publicado cincoo volúmenes. Seven Seas Entertainment obtuvo la licencia del manga para su lanzamiento en América del Norte.
| Volúmenes de manga publicados | Volúmenes de manga publicados | Volúmenes de manga publicados |
| Número                        | Fecha de publicación          | ISBN                          |
| ----------------------------- | ----------------------------- | ----------------------------- |
| 1                             | 23 de junio de 2020           | ISBN 978-4-04-064613-8        |
| 2                             | 21 de enero de 2021           | ISBN 978-4-04-680151-7        |
| 3                             | 23 de agosto de 2021          | ISBN 978-4-04-680664-2        |
| 4                             | 22 de febrero de 2022         | ISBN 978-4-04-681150-9        |
| 5                             | 21 de octubre de 2022         | ISBN 978-4-04-681795-2        |

### Anime
Se anunció una adaptación de la serie al anime el 20 de enero de 2021. Más tarde se confirmó que será una serie de televisión que será producida por Diomedéa y dirigida por Shōta Ihata, con guiones escritos por Wataru Watari, personajes diseñados por Mayuko Matsumoto y música compuesta por Kana Hashiguchi. La serie se estrenará en 2025.

### Dorama
El 22 de octubre de 2022 se anunció una adaptación dramática televisiva de acción en vivo. Se estrenará en 2023.